# 世興
世興（1798年—19世纪1852年后），正白旗漢軍金興佐領下人，道光二年繙譯進士。

## 履歷[1]
- 道光二年（1822年）壬午恩科，中式繙譯進士，籤分兵部行走，十月會典館議敘作為候補主事。
- 道光六年（1826年）十二月，題補本部職方司主事。
- 道光八年（1828年），承辦兵差隨帶加一級。
- 道光九年（1829年）二月，丁父憂。
- 道光十一年（1831年）五月服滿，六月奏留候補。
- 道光十二年（1832年）三月，奏補車駕司主事。
- 道光十六年（1836年）三月，補儲濟倉監督。
- 道光十八年（1838年）十一月，調補萬安倉監督。
- 道光十九年（1839年）二月，奏調大通橋監督。
- 道光二十年（1840年）京察一等。
- 道光二十一年（1841年）閏三月，升補本部武選司員外郎。
- 道光二十二年（1842年）五月，升授本部車駕司郎中。
- 道光二十三年（1843年）四月，補授公中佐領。
- 道光二十四年（1844年）四月，截取記名以繁缺知府用。
- 道光二十六年（1846年）京察一等。
- 道光二十八年（1848年）正月，丁母憂。
- 道光三十年（1850年）四月，服滿奏留本部。
- 咸豐二年（1852年）三月，題補兵部武庫司郎中；四月初四日，奉旨補授廣東瓊州府知府。